# Antonio Aguilera
Antonio Aguilera war ein mexikanischer Fußballspieler auf der Position eines Torwarts, der aufgrund seines eigenwilligen Humors den Spitznamen „Cantinflas“ erhalten hatte. Diesen hatte er in Anlehnung an den unter diesem Namen bekannten mexikanischen Schauspieler Mario Moreno bekommen, der 1956 durch seine Rolle in dem US-amerikanischen Monumentalfilm „In 80 Tagen um die Welt“ weltberühmt wurde.

## Laufbahn
Aguilera wurde 1946 vom Club Deportivo Guadalajara verpflichtet und kam in seiner ersten Saison 1946/47 in neun der insgesamt 28 Punktspielbegegnungen seines Vereins zum Einsatz. Der Stamm- und spätere Nationaltorhüter Salvador Mota absolvierte in derselben Saison 16 Spiele und der bisher erste Ersatztorwart Esteban Pérez, der in der Eröffnungssaison 1943/44 der neu eingeführten mexikanischen Profiliga noch Stammtorwart des Vereins war, brachte es in jener Spielzeit nur zu drei Einsätzen. Nachdem Mota den Verein zum Saisonende verlassen hatte, wurde Aguilera der neue Stammtorhüter und brachte es in der darauffolgenden Saison 1947/48 zu 22 Einsätzen. Nach dem Weggang von Aguilera wurde Vicente González, der es zu 4 Einsätzen in der Saison 1947/48 gebracht hatte, neuer Stammtorhüter und kam in der Saison 1948/49 von den 30 Punktspielen seines Vereins zu 27 Einsätzen.